# DENGEKI HIME
『DENGEKI HIME』（でんげきひめ）は、アスキー・メディアワークス（旧メディアワークス）が発行していた月刊のアダルトゲーム・漫画雑誌である。左綴じの月刊誌で、発売日は毎月30日であった。

## 概要
1997年に『電撃王』の増刊として『電撃姫』の表題で発刊し、2001年より独立創刊して月刊化。2007年4月号より誌面のリニューアルを実施し、題字も従来の『電撃姫』から『DENGEKI HIME（以下、本誌）』とアルファベットに変更された。
しかしながら、アスキー・メディアワークス公式HP及び本誌奥付は『電撃姫』表記。本誌公式HP及び編集部連絡先（本誌奥付）は『電撃HIME』表記。フィギュアなどの付録には『電撃姫』と『電撃HIME』の両表記が使われており、『DENGEKI HIME』表記は表紙以外使われていない。
『BugBug』と並んで比較的早くからBLに理解を示し、BL系ゲーム情報コーナー「電撃若（でんげきわか）」を連載。後に同タイトルの増刊を刊行し、現在の『電撃Girl's Style』となっている。他社では『B's LOG』が先行して創刊し、後『Cool-B（クールビー）』・『GAMEピアス』など、BL・乙女ゲーム雑誌が相次いで創刊された。
創刊から数年間はアダルトゲーム雑誌で唯一表紙にイラストを使わず、女性タレントを表紙に起用していたが、2004年上旬より他誌と同様のイラスト表紙に変更された。2005年1月号では、前月から表紙に起用されたTonyがキャラクターデザインを担当していた縁で家庭用ゲーム『シャイニング・ティアーズ』（セガ）のヒロイン・エルウィンが表紙を飾っている。
また、姉妹誌『電撃G's magazine（以下、G's）』と同様に読者参加企画も実施していたが、誌面のリニューアルに伴い2007年3月号の『きみにおくるぼくのうた』連載終了を最後に停止している。本誌に連載された企画のうち『メイド イン ドリーム』は2002年にマリゴールドより、『からふる☆エデュケーション』は2007年にSOFT CIRCLE PARTHENONよりゲーム化されている。
2006年8月号まで小野田雅が編集長を務める。2006年9月号より『G's』編集長である高野希義が本誌編集長を兼務。2007年6月号より、今井利信が編集長に就任。2007年12月号より、寺岡利直が本誌及び『G's』両誌の編集長を兼務。2011年6月号より、本誌副編集長だった斉藤康夫が編集長に就任している。
また、本誌編集長である斉藤康夫は『電撃コミック ジャパン』創刊号（2010年）～2012年7月号まで副編集長を、2012年8月号～2013年2月号（2012年12月25日配信にて終了）まで『電撃コミック ジャパン』編集長も兼務していた。
2010年9月号から2011年11月号まで、漫画作品のみで構成された別冊付録「HIMEコミ」が、隔月で付属した。2011年12月号（通巻150号）で2007年4月号以上に大幅な誌面をリニューアルし、判型を従来のA4判から姉妹誌である『G's』と同じAB判に変更すると共に「HIMEコミ」を終了。新たに本誌にてアダルトゲームのコミカライズを中心とした漫画連載を開始した。
本誌は18禁扱いとなっているが『G's』他の雑誌広告では「18歳以上対象商品です。」としか書かれておらず「禁止」とは表記されていない。また、『本誌』及び「HIMEコミ」掲載の漫画は電撃ジャパンコミックスより刊行され、単行本は青年コミックとして発売されており、成年コミックの表示はされない。
「歴史的な使命を終えた」として2014年12月27日発売の「2015年2月号」をもって休刊となり、18年間続いた出版に幕を閉じた。
公式Webサイトはその後も残され、ゲームソフトの情報などを発信する媒体として2015年3月末にリニューアルされた。運営はキャラアニに変更されている。
2018年3月26日、公式サイトおよび公式Twitterにて、2018年3月30日をもって公式サイト更新の停止、同年4月2日をもって公式サイトを完全閉鎖する旨が告知された。
2021年3月2日には、7年ぶりに年齢制限なしの特別号「電撃HIME Festival! 『夜明け前より瑠璃色な』15周年記念特別号」が発売される。

## 本誌連載の読者参加企画
- メイド イン ドリーム（画：すぎやま現象・文：山下卓）
  - Vol.7 - 2003年12月号
- おちゃパラ 御茶ノ水女子学園パラダイス分校（画：福永ユミ・文：榊あゆみ）
  - 2001年4月号 - 2005年5月号
- Master of Witches 〜激闘!! 魔法学園〜（画：すぎやま現象・西山ゆぅり）
  - 2004年6月号 - 2005年8月号
- G爆ちゃん（画：伊能津）
  - 2004年10月号 - 2006年7月号
- からふる☆エデュケーション（企画：パルテノン・画：YUKIRIN）
  - 2005年12月号 - 2007年1月号
- きみにおくるぼくのうた（企画：桜森柚木・画：水瀬凛）
  - 2005年12月号 - 2007年3月号

## 本誌連載の漫画

### 別冊付録「HIMEコミ」掲載作品
*2010年9月号から2011年11月号まで隔月付録（全8号）。
コミカライズ（読み切り）作品
| 号数 | 付録月号     | 作品名（ゲーム名）         | 作画           | 原作（ソフトハウス） | 備考                                          |
| ---- | ------------ | -------------------------- | -------------- | -------------------- | --------------------------------------------- |
| 1    | 2010年9月号  | 戦国ランス                 | 鳴瀬ひろふみ   | ALICE SOFT           | 「電撃G's Festival! COMIC」の番外編として掲載 |
| 2    | 2010年11月号 | カミカゼ☆エクスプローラー! | 大井昌和       | Clochette            |                                               |
| 3    | 2011年1月号  | のーぶる☆わーくす          | みなずきふたご | ゆずソフト           |                                               |
| 3    | 2011年1月号  | カミカゼ☆エクスプローラー! | 大井昌和       | Clochette            |                                               |
| 4    | 2011年3月号  | cafe sourire               | 吉谷やしよ     | CUFFS                |                                               |
| 7    | 2011年9月号  | ぽちとご主人様♡            | 綾乃れな       | SkyFish poco         | 2011年12月号より本誌にて連載                  |

「HIMEコミ」よりコミックス化されたオリジナル作品
- まつりこんぷれっくす!　イチリ　（HIMEコミ Vol.01 - 05・本誌2011年12月号）
- 1/8かのじょ　三色網戸。　（HIMEコミ Vol.02,04 - 06,08）

他、オリジナル作品掲載作家（五十音順）
　*綾乃れな・荒木祐輔・いるまかみり・桐丘さな・笹井さじ・しんしん・千樹りおん・鷹勢優・竹林月・都森すみと・どわるこふ・ひかにゃん・雛祭桃子・紫カジマ・ユキヲ

### 本誌連載作品
| 作品名（ゲーム名）                          | 作画           | 原作（ソフトハウス） | 掲載号                     | コミックス | 備考                            |
| ------------------------------------------- | -------------- | -------------------- | -------------------------- | ---------- | ------------------------------- |
| 大帝国 FANCISM                              | 天道龍馬       | ALICE SOFT           | 2011年12月号 - 2013年3月号 | 全3卷      |                                 |
| 英雄*戦姫                                   | 袁藤沖人       | 天狐                 | 2011年12月号 - 2013年4月号 | 全2卷      |                                 |
| ぽちとご主人様♡                             | 綾乃れな       | SkyFish poco         | 2011年12月号 - 2012年7月号 | 全1卷      | 「HIMEコミ」2011年9月号より継続 |
| ランスクエスト                              | 白根戴斗       | ALICE SOFT           | 2012年3月号 - 2015年2月号  | 既刊3卷    | 休刊で「電撃姫.com」へ移籍      |
| リトルバスターズ!エクスタシー はーとふる    | itotin         | Key                  | 2012年5月号 - 2013年12月号 | 全3卷      | コミックス発売に合わせて改題    |
| ワルキューレロマンツェ 少女騎士物語         | 渚まのあ       | Ricotta              | 2012年7月号 - 2012年11月号 | 未発売     | 未完                            |
| 大図書館の羊飼い~Lovely♡Librarians~         | Rico           | オーガスト           | 2012年8月号 - 2014年10月号 | 全4卷      | 8月号は0話を掲載                |
| ウィッチズガーデン                          | こもだ         | ういんどみるOasis    | 2012年11月号 - 2013年9月号 | 既刊1卷    | 一部コミックス未収録            |
| ワルキューレロマンツェ -ノエル・エトワール- | アズマサワヨシ | Ricotta              | 2013年7月号 - 2014年2月号  | 全1卷      |                                 |
| カミカゼ☆エクスプローラー!                  | あちゅむち     | Clochette            | 2013年11月号 - 2014年6月号 | 全1卷      |                                 |
| 戦国†恋姫～乙女繚乱☆桃色草子～              | ひさまくまこ   | Baseson              | 2014年6月号 - 2015年2月号  | 全1卷      |                                 |

### 本誌読み切り作品
| 作品名（ゲーム名）    | 作画   | 原作（ソフトハウス） | 掲載号       | 備考                     |
| --------------------- | ------ | -------------------- | ------------ | ------------------------ |
| 妹選抜総選挙          | こもだ | Latte                | 2011年12月号 |                          |
| まつりこんぷれっくす! | イチリ | オリジナル           | 2011年12月号 | 「HIMEコミ」連載最終話。 |